# 扎福拉斯島

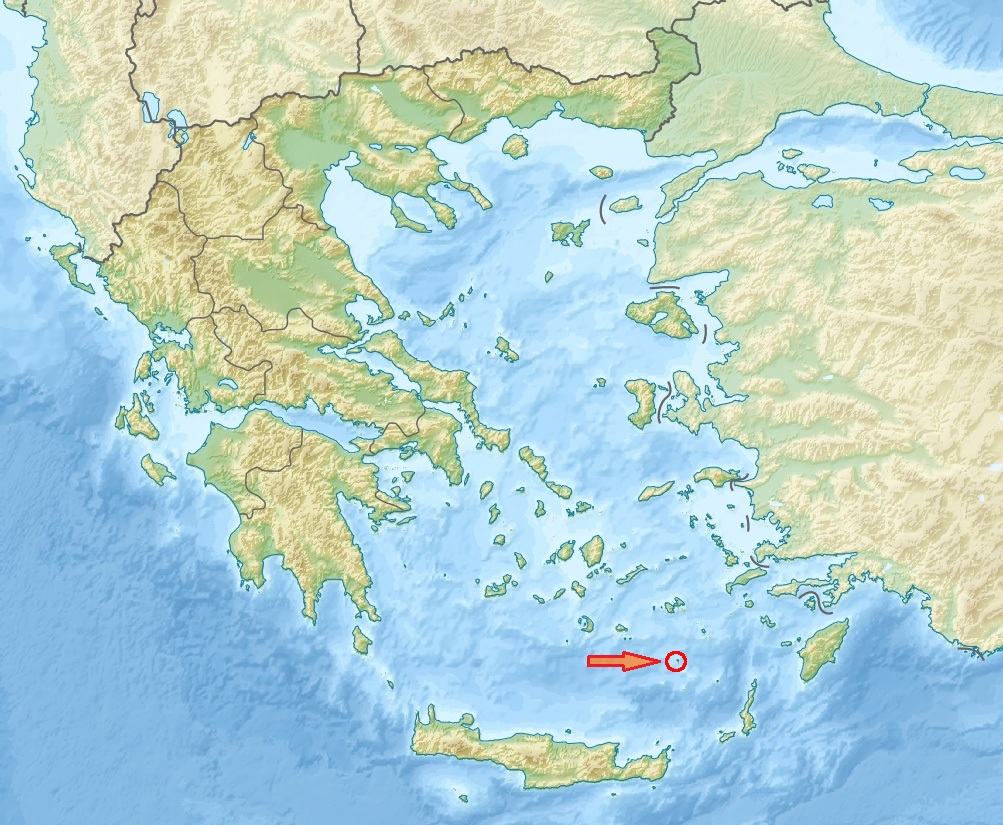

扎福拉斯島（希臘語：Ζαφοράς）是希臘的島嶼，位於阿斯蒂帕莱阿岛以南40公里的愛琴海，屬於佐澤卡尼索斯群島的一部分，面積1.281平方公里，島上無人居住。行政上该岛隶属于南愛琴大區卡利姆诺斯专区的阿斯蒂帕莱阿市镇。
36°04′24″N 26°24′02″E / 36.0732°N 26.4005°E